# Montebello (California)
Montebello es una ciudad situada en el condado de Los Ángeles, California, Estados Unidos. Tiene una población estimada, a mediados de 2021, de 61 204 habitantes.

## Geografía
La ciudad está ubicada a 13 kilómetros al este del centro de Los Ángeles, al sudoeste del Valle San Gabriel. Las localidades circundantes son Monterey Park, South San Gabriel y Rosemead, al norte; Commerce, al sur; Pico Rivera, al este, y Los Ángeles y Este de Los Ángeles, al oeste. En ocasiones también es considerada parte del región de Gateway Cities.
Montebello está situada en las coordenadas 34°1′N 118°6′O / 34.017, -118.100 (34.015444,-118.111012).
Según la Oficina del Censo de los Estados Unidos, la ciudad tiene una superficie total de 21.67 km², de los cuales 21.57 km² son tierra y 0.10 km² son agua.

## Demografía

### Censo de 2020
Según el censo de 2020, en ese momento había 62 640 habitantes, 19 761 hogares y 6429 familias en la ciudad. La densidad demográfica era de 2904.03 hab./km². Había 20 308 viviendas, lo que representaba una densidad de 941.5/ km². El 21.31% de los habitantes eran blancos, el 0.98% eran afroamericanos, el 2.23% eran amerindios, el 12.78% eran asiáticos, el 0.13% eran isleños del Pacífico, el 41.92% eran de otras razas y el 20.65% eran de una mezcla de razas. Del total de la población, el 78.25% eran hispanos y latinos de cualquier raza.

### Censo de 2000
Según el censo de 2000, en ese momento había 62.150 personas, 18.844 hogares y 14.867 familias en la ciudad. La densidad demográfica era de 7.536.9 personas por milla cuadrada (2,908.6 por kilómetro cuadrado). Había 19.416 unidades de alojamiento en una densidad media de 2,354.6 por milla cuadrada (908.7 por kilómetro cuadrado). La población se designaba según su clasificación racial: 46.82% blancos, 0.90% afroamericanos, 1.23% indígenas americanos, 11.64% asiáticos, 0.08% isleños pacíficos, 33.85% de otras razas, y 5.48% de dos o más razas. Hispanos y latinos de cualquier raza totalizaban el 74.57% de la población.
Los ingresos medios de los hogares de la ciudad eran de $38.805 y los ingresos medios de las familias eran de $41.257. Los varones tenían un ingreso medio de $30.423 contra los $26.590 que percibían las hembras. Los ingreso per cápita eran de  $15.125. Cerca de 14.2% de familias y 17.0% de la población quedaban bajo el ingreso mínimo que define la pobreza, y de esos, el 24.3% eran menores de 18 años de edad y el 10.7% de 65 años o más.

### Características de la población
La mayoría de los residentes que residen en la ciudad de Montebello son mexicano-estadounidenses (chicanos). La ciudad es reconocida por su historia y cultura mexico-americana, al igual que la mayoría de las ciudades surorientales en el condado de Los Ángeles.

## Economía
El principal centro comercial de la ciudad es The Shops at Montebello, que incluye tiendas de Forever 21, Guess?, Hollister, H&M y Starbucks, entre muchas otras.